# سومنر جيرارد
سومنر جيرارد (بالإنجليزية: Sumner Gerard) هو سياسي أمريكي، ولد في 15 يوليو 1916 في الولايات المتحدة، وتوفي في 24 فبراير 2005 في الولايات المتحدة. حزبياً، نشط في الحزب الجمهوري. وقد انتخب عضو مجلس نواب مونتانا.